# Vauxhall Typ A

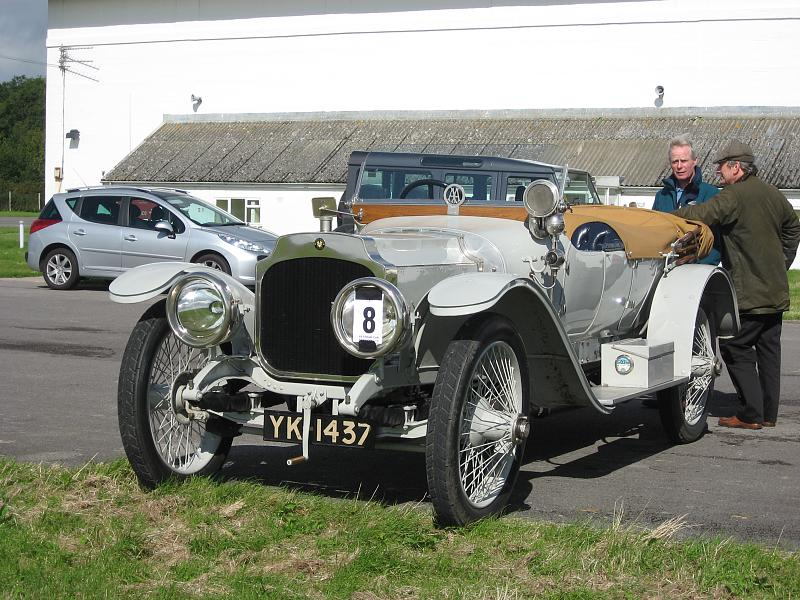
Vauxhall A-Type A12 mit 3.4 Liter-Maschine aus dem Jahr 1912

Der Vauxhall Typ A ist ein PKW, den Vauxhall von 1908 bis 1915 herstellte. Ein Einzelstück wurde noch 1920 gefertigt. Es war dies der erste Serien-Vauxhall, der von Laurence Pomeroy entworfen wurde, und der Wagen gehörte in jenen Tagen zu den beliebtesten 3-Liter-Fahrzeugen in Großbritannien. Am 26. Oktober 1910 überschritt er als erstes 20 hp-Auto in Brooklands die 160 km/h.
Lawrence Pomeroy war 1907 im Alter von 22 Jahren als Hilfszeichner zu Vauxhall gekommen. Zum ersten Mal machte er im Juni 1908 bei RAC and Scottish Reliability Trial auf sich aufmerksam. Seine erste Konstruktion, der Y1, hatte außergewöhnlichen Erfolg bei dem 2.000-Meilen-Rennen. Er zeigte hervorragende Klettereigenschaften, wobei er bei den Bergauffahrten 37 Sekunden vor allen Konkurrenten lag und auch in Brooklands bis dahin unerreichte Geschwindigkeiten erreichte. Der Vauxhall war so schnell, dass er in jeder Klasse die 200 Meilen-Distanz mit einer Durchschnittsgeschwindigkeit von 46 mph (74 km/h) beenden konnte, da der Wagen bis zu 55 mph (88 km/h) schnell laufen konnte. Der Typ Y gewann die Klasse E in diesem Rennen.
Der Typ Y war so ein Erfolg, dass man beschloss, ihn als Typ A09 in Serienfertigung zu nehmen. So entstand der Typ A.
Es gab vier unterschiedliche Ausführungen, die zwischen dem Beginn der Serienfertigung am 27. Oktober 1908 und der Einstellung des Modells 1914 gebaut wurden. Ein letzter Typ A entstand noch 1920.

## Die vier unterschiedlichen Versionen – A09, A11, A12 und 16/20 hp
Der A09 und der A11 waren im Grunde Weiterentwicklungen des Typ X mit dem Motor des Typs Y und einem Vierganggetriebe. Einige frühe Typ A hatten allerdings das Dreiganggetriebe des Typs X. Mindestens 70 der ersten Typ A hatten auch den Ölsumpf aus Kupferblech, der bei den Motoren des Typs X eingesetzt war. Der A12 hatte ein stark überarbeitetes Fahrgestell, und für den 16/20 wurden Fahrgestell und Motor nochmals deutlich überarbeitet.
Der Typ A hatte einen 3.0 l – sv-Blockmotor mit Zwangsschmierung. Nockenwelle und Zündmagnet wurden bei A09, A11 und A12 von Stirnrädern angetrieben, während der 16/20 eine Steuerkette besaß.
Daten:
|                                               | A09 10.1908 – 10.1910  | A11 10.1910 – 06.1912   | A12 06.1912 – 11.1912                    | 16/20 hp 11.1912 – 10.1920 |
| --------------------------------------------- | ---------------------- | ----------------------- | ---------------------------------------- | -------------------------- |
| Hubraum:                                      | 3,0 Liter 90x120       | 3,0 Liter 90x120        | 3,0 Liter 90x120 Einige 3,5 Liter 95x120 | 3,0 Liter 90x120           |
| Nockenwellenantrieb:                          | Stirnräder             | Stirnräder              | Stirnräder                               | Kette                      |
| Vergaser: White & Poppe Zenith Claudel Hobson | 30 mm -                | 30 mm -                 | 30 mm 36 mm -                            | 30 mm 36 mm 26 mm          |
| Zündmagnet:                                   | Bosch D                | Bosch D                 | Bosch D                                  | Bosch D oder Eisman EK4    |
| Kupplung:                                     | Konus                  | Konus oder Mehrscheiben | Mehrscheiben                             | Mehrscheiben               |
| Kraftstoffversorgung:                         | Schwerkraft            | Schwerkraft             | Schwerkraft, bei einigen Pumpe           | Pumpe                      |
| Bremstrommeln:                                | 305 mm                 | 305 mm                  | 305 mm                                   | 229 mm                     |
| Hinterachsübersetzung:                        | 1:2,95 bis 1:4,13      | 1:3,65 oder 1:3,875     | 1:3,65 oder 1:3,875                      | 1:3,875                    |
| Länge des Fahrgestells:                       | 2.921 mm oder 3.124 mm | 2.921 mm oder 3.124 mm  | 2.921 mm oder 3.124 mm                   | 2.972 mm                   |
| Standardradgröße:                             | 875x105                | 875x105                 | 880x120                                  | 815x105                    |
| Breite des Fahrgestells: vorne: hinten:       | 762 mm 914 mm          | 762 mm 914 mm           | 762 mm 914 mm                            | 711 mm 864 mm              |
| Hilfsrahmen                                   | U-Eisen                | U-Eisen                 | Winkeleisen                              | Winkeleisen                |
| Königszapfen:                                 | vertikal               | vertikal                | angestellt                               | angestellt                 |
| Baumuster:                                    | 1770–1778              | 1803–1811               | 1811 & 1812                              | 1813–1818                  |
| Produktionszahlen:                            | 253 Stück              | 359 Stück               | 57 St. und 21 St. als 3,5 l              | 271 Stück                  |

Der Vauxhall Typ A konnte bis zu 160 km/h erreichen und war einer der bekanntesten 3-Liter-Wagen seiner Zeit. Er sammelte viele Geschwindigkeitsrekorde und war bekannt für seine Zuverlässigkeit bei hoher Geschwindigkeit. Weiterentwickelte Technik aus diesen Modellen finden sich auch im Prince Henry und im 30/98.
Von den 950 hergestellten Wagen überlebten bis heute nicht einmal zwei Dutzend.